# Liogluta longiuscula
Liogluta longiuscula är en skalbaggsart som först beskrevs av Johann Ludwig Christian Gravenhorst 1802.  Liogluta longiuscula ingår i släktet Liogluta, och familjen kortvingar. Arten är reproducerande i Sverige.